# Olaf Leiße
Olaf Leiße (* 1966 in Düsseldorf) ist ein deutscher Politikwissenschaftler und Hochschullehrer.

## Leben
Von 1987 bis 1993 absolvierte Leiße ein Studium der Philosophie, Psychologie und Soziologie an der Universität Düsseldorf und an der Freien Universität Berlin. Von 1995 bis 1997 folgte ein Studium an der Deutschen Hochschule für Verwaltungswissenschaften in Speyer. 1998 erfolgte die Promotion zum Dr. phil. im Fach Politikwissenschaft an der Freien Universität Berlin mit der Dissertation Demokratie "auf europäisch": Möglichkeiten und Grenzen einer supranationalen Demokratie am Beispiel der Europäischen Union. Von 1999 bis 2006 war er unter Michael Strübel Wissenschaftlicher Mitarbeiter am Lehrstuhl für Internationale Beziehungen an der Staatswissenschaftlichen Fakultät der Universität Erfurt sowie zeitweilig Lehrbeauftragter an der Universität Jena, der Pädagogischen Hochschule Erfurt sowie an der Fachhochschule für öffentliche Verwaltung in Gotha. In Erfurt wurde er 2007 mit der 2012 veröffentlichten Schrift Der Untergang des österreichischen Imperiums: Otto Bauer und die Nationalitätenfrage in der Habsburger Monarchie habilitiert.
Nach seiner Habilitation war Leiße Privatdozent an der Staatswissenschaftlichen Fakultät der Universität Erfurt, ab 2007 Vertretungsprofessor am Lehrstuhl für Europäische Studien der Friedrich-Schiller-Universität Jena. Seit 2014 ist er dort Professor für Europäische Studien im Rang eines außerplanmäßigen Professors.